# Olaf Andersen
Olaf Andersen (28. juni 1875 i Nykøbing Falster – 17. oktober 1964 i Tommerup stationsby), er en dansk højskoleforstander, lærer, forfatter og digter. Olaf Andersen blev gift med Eline Larsson, og de blev forældre til violinisten og komponisten Arvid Andersen
I 1943 fik han en førstepræmie i en konkurrence inden for Danmarks historie i 500 ord med Danmarks historie i 500 ord (digt) i samme konkurrence deltog blandt andre Johannes V. Jensen.
Olaf Andersen udgav 6 digtsamlinger:
- 1935 Danmark og andre Digte
- 1938 Vandring og Valfart
- 1940 Kornsne
- 1943 Landkending
- 1946 Vild Kørvel
- 1952 Digte på min Vej

Hjemstavnsgården i Gummerup er oprettet på initiativ af Olaf Andersen.